# Bungarimba ridsdalei
Bungarimba ridsdalei är en måreväxtart som beskrevs av Khoon Meng Wong. Bungarimba ridsdalei ingår i släktet Bungarimba och familjen måreväxter. Inga underarter finns listade i Catalogue of Life.